# Arca (Transformers)
El Arca es una nave espacial de los Autobots en el universo ficticio de los Transformers. Que se ha presentado como un accesorio central de la historia de Transformers desde su creación, como el principal medio de transporte de los Autobots a la Tierra y como base una vez que llegan. En la película, el Arca impacta en la luna como un supuesto ovni. Después de que el apolo 11 fuera, Optimus y Rachet viajan hasta ella en la Xantium a rescatar a Sentinel, y se queda vacía hasta volverla a ver en la entrega Transformers: The last Knight, cuando el planeta Cybertron, alcanza la luna y la destruye.

## Transformers: G1

### Tripulación delArca
Cuales Autobots estaban a bordo del Arca varía de acuerdo con narraciones diferentes de la historia. En todas las historias los Autobots siguientes son algunos de los tripulantes:
- Autobots 
  - Optimus Prime - Líder
  - Bluestreak
  - prowl
  - Hound
  - Ironhide
  - Jazz
  - Mirage
  - Ratchet
  - Sideswipe
  - Sunstreaker
  - Trailbreaker
  - Wheeljack
- Mini-Vehículos Autobots 
  - Brawn
  - Bumblebee
  - Cliffjumper
  - Gears
  - Huffer
  - Windcharger

- En la serie de televisión, el Arca era tripulado por:

- - Hauler (Aparece en sólo uno de los primeros episodios).

En la serie de marvel comics el Arca fue tripulada por:
- Dinobots
  - Grimlock - Líder
  - Slag
  - Sludge
  - Snarl
  - Swoop

### Serie animada
Aunque sea universalmente referido como "el Arca" en todos otros medios, la nave espacial Autobot nunca realmente es llamada en pantalla en la serie animada de los Transformers - es simplemente referido como la "Oficina central de Autobot" en los diálogos.
El Arca dejó Cybertron cuando las batallas constantes entre los Autobots y Decepticons habían dejado el planeta en una crisis energética, con Optimus Prime y un contingente de Autobots hace 4 millones de años en busca de combustible Energon. Poco después del lanzamiento, fue atacado por los Decepticons en el Nemesis(otra nave espacial que no fue llamada como tal en la serie original). El Nemesis se acopló al Arca usando rayos de atracción. Los Decepticons, incluido su líder Megatron, abordaron el Arca y atacó a su tripulación. Durante la batalla, el Arca fue dañada y se estrelló en la Tierra, en la ladera de un volcán en la que un día sería llamada Oregón (según el libro de cómics de Marvel)
En el año 1984 de Tierra, el volcán hizo erupción, Teletraan I vuelve a la vida. Enviando su satélite Espía-Cielo, la computadora exploró vehículos Terrenales clasificados y maquinaria para formar modos alternos para los Transformers. Skywarp resultó estar en el camino del rayo de reconfiguración de Teletraan I, y una vez reactivado, arrastró otro Decepticons en el rayo, permitiéndolos ser reconstruidos. Cuando ellos se marcharon del Arca, Starscream disparó hacia el Arca, desobedeciendo las órdenes de Megatron, quién con cautela optó para hacer que los Decepticons guardaran su energía hasta que las fuentes adicionales de energía fueran encontradas. La ráfaga del disparo de Starscream desalojó un poco de la cara de roca que había encima del Arca, y el colapso que resulta golpeó el cuerpo de Optimus Prime en el camino del Rayo de Teletraan. Los Autobots viven otra vez.
Aunque el Arca fuera con severidad dañado en el accidente, las preparaciones fueron hechas para lanzarlo otra vez después de destrucción aparente de los Decepticons. Cuando la nave estaba casi lista, Los Decepticons vuelven a resurgir, incitando a los Autobots a permanecer en la Tierra, usando el casco sepultado del Arca como su base de operaciones. Después de la construcción de la Ciudad Autobot en el siglo veintiuno, el Arca compartió deberes como la base principal para los Autobots terrestres, pero está claro que la Ciudad de Autobot fue considerada como la amenaza más grande para los Decepticons. En 2006, el Arca fue destruido por Trypticon.

### Transformers: el lado oscuro de la luna(2011)
El Arca dejó Cybertron con sus pilares de puentes espaciales, pero fue derribado por Decepticons. Aunque los Autobots pensaron que era destruido, en realidad la nave flotó en el espacio hasta que finalmente aterrizó en la Luna de la Tierra en 1961. La NASA detectó el accidente y el presidente estadounidense, John F. Kennedy, inició un plan para aterrizar en la luna y explorar el naufragio. Neil Armstrong y Buzz Aldrin aterrizaron en la Luna y rastrearon el Arca en 1969.
Mientras tanto, el programa espacial de la Unión Soviética fotografió a Decepticons quitando cientos de pilares en 1963. Eventualmente, sondas no tripuladas recuperaron una celda de combustible de la nave, que fue transportada a la central nuclear de Chernobyl para su estudio, lo que llevó a la fusión nuclear de 1986. Optimus Prime obtuvo la pila de combustible en 2011, alertándole de la presencia del Arca en la Luna. Optimus y Ratchet viajaron a la luna en el Xantium, recuperando el cuerpo de Sentinel Prime de la bóveda de choque y el pilar de control.
Más tarde, Sentinel reveló la verdadera misión del Arca: llevar los pilares a la Tierra y convocar Cybertron, esclavizando a la humanidad y poniéndolos a trabajar en la reconstrucción del planeta devastado por la guerra.

### Transformers: el último caballero(2017)
Cuando Quintessa utilizó la tecnología electro-telekinetic para traer a Cybertron, destruido en pedazos para encerrar la Tierra, las estructuras en un fragmento móvil de Cybertron chocaron con el Arca y lo desecharon de la Luna.